# Kulpening
Kulpening är en kallbearbetningsprocess där en detaljs yta bombarderas med små runda kulor. Varje kula som träffar materialet fungerar som en mikroskopisk hammare som ger ytan en liten inbuktning eller krater. För att kratern ska kunna bildas, måste detaljens yta ge efter för belastning genom bombardering med kulor. Under kratern bildas ett område med hög tryckspänning då materialet försöker att återställa sin ursprungliga form. Dess huvudfunktion är att motverka utmattning genom minskad spricktillväxt av mikrosprickor i ytan då tryckspänning motverkar detta. Därav används kulpening ofta till detaljer som utsätts för cyklisk påfrestning som exempelvis vevaxlar och turbinskovlar.